# Frank A. Barrett
Frank A. Barrett (Omaha, 1892. november 10. – Cheyenne, 1962. május 30.) az Amerikai Egyesült Államok szenátora (Wyoming, 1953–1959).